# Muhammad Ishaq Dar
Muhammad Ishaq Dar (Lahore, c. 1950) es un contador y expolítico paquistaní que sirvió como Ministro de Finanzas de Pakistán. Reside en el Reino Unido como asilado político.
Anteriormente, había sido miembro del Senado de Pakistán, de 2003 a 2018. Es exministro de Industrias e Inversiones, ministro de Comercio y cuatro veces ministro de Finanzas de Pakistán.
Fue educado en el Colegio de Comercio Hailey, Universidad de la Escuela de Gobierno, después de asistir al Instituto de Contables Públicos en Inglaterra y Gales. Antes de entrar en política, trabajó como contable profesional en varias organizaciones del sector público y privado.
Comenzó su carrera política a principios de 1980 y desde entonces ha sido elegido para la Asamblea Nacional de Pakistán dos veces para Lahore y para el Senado tres veces. Ocupó su primer cargo público como Presidente de la Junta de Inversión de Pakistán durante un año durante el primer gobierno de Nawaz Sharif. Después de la victoria del PML-N en las elecciones generales de 1997, ocupó las carteras del gabinete del Ministro de Comercio, Ministro de Industrias e Inversión y Ministro de Finanzas, hasta el golpe de Estado de 1999. Permaneció en la cárcel durante dos años por cargos de corrupción.
En 2003, hizo su debut en el Senado, donde más tarde se convertiría en líder de la oposición de 2012 a 2013. Después de la formación de un gobierno de coalición tras las elecciones generales de 2008, volvió a ser nombrado brevemente como Ministro de Finanzas por segunda vez bajo el Primer Ministro Yousaf Raza Gillani. En 2013, durante el tercer gobierno de Nawaz Sharif, Dar fue renombrado ministro de Finanzas por tercera vez, donde sirvió hasta la disolución del gabinete después de la renuncia del primer ministro Nawaz Sharif en julio de 2017. En agosto de 2017, fue incorporado al gabinete del Primer Ministro Shahid Khaqan Abbasi y fue nombrado nuevamente ministro de Finanzas por cuarta vez, cargo que mantuvo hasta noviembre de 2017 cuando voluntariamente renunció en medio de un caso de corrupción en su contra. En marzo de 2018, fue reelegido para el Senado.